# Karl Wilhelm Becker

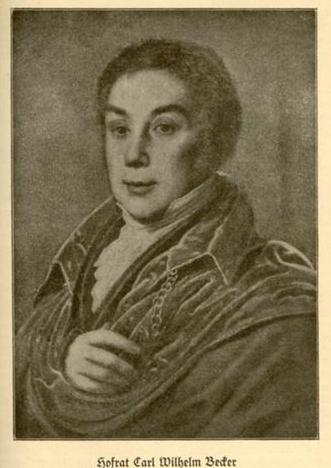
Carl Wilhelm Becker

Karl Wilhelm Becker, auch Carl Wilhelm Becker und teilweise bekannt als Antiken-Becker, (* 28. Juni 1772 in Speyer; † 11. April 1830 in Bad Homburg vor der Höhe) war ein deutscher Numismatiker, Medailleur, Münzfälscher, Bibliothekar und Kaufmann.

## Leben
Karl Wilhelm Becker war der Sohn eines Syndikus und Weinhändlers in Speyer. In Bordeaux absolvierte er eine Lehre, um später das Geschäft seines Vaters zu übernehmen. Um 1795 heiratete er Maria Catharina Becker Tremelius (ca. 1778–1828). Die schon vorher bestehende Trennung der Eheleute wurde 1818 beurkundet und die Ehe wurde am 30. Januar 1822 geschieden. Zur gleichen Zeit eröffnete Becker in Frankfurt am Main eine eigene Weinhandlung. Spätestens ab 1796 beschäftigte sich Becker mit Münzkunde. Von 1798 bis 1803 hatte er in Mannheim einen Tuchhandel, mit dem er bankrottging. Getrennt von seiner Frau bereiste er in den folgenden Jahren unter anderem die Schweiz und Oberitalien, wo er jeweils Kontakt zu bekannten Numismatikern aufnahm. In München hatte er sich zeitweise als Kunst- und Antiquitätenhändler sowie als Goldschmied niedergelassen. 1806 arbeitete Becker in Mannheim als Goldschmied. Dort war Friedrich Creuzer aufgefallen, dass er griechische Münzen in Gold nachbildete, womit er ihn der Münzfälschung verdächtigte. Verurteilt wurde Becker wegen des Vergehens während seines Lebens aber nie. In Offenbach gewann er um 1814 die Gunst von Carl zu Isenburg, der ihn als Bibliothekar zum Hofrat ernannte. Begünstigt durch seine geachtete Stellung erregte Beckers Sammlung von Münzen, Gemmen und Gemälden die Aufmerksamkeit anderer Experten. 1815 kaufte Johann Wolfgang von Goethe, der als Münzkenner galt, bei ihm einige Bronzemünzen. Die meisten seiner Fälschungen ließ er jedoch von Frankfurter Händlern verkaufen.
Domenico Sestini warnte 1826 vor „falsificatore oltramontano“ („fremden (ausländischen) Fälschern“), woraufhin Becker sich als Nachahmer antiker Münzen bezeichnete und selbst einen Katalog mit 296 seiner „Nachahmungen“ veröffentlichte. Im selben Jahr zog er nach Bad Homburg vor der Höhe, wo er 1830 verarmt starb. Nach seinem Tod erbte ein Privatmann seine Prägestempel aus Stahl, der Interessierten damit Duplikate aus Blei prägte.

## Numismatische Werke
Es sind 331 Stempelpaare überliefert, die sich zur Herstellung von Fälschungen und teilweise erfundenen Nachahmungen von folgenden Originalen eigneten.
- 133 altgriechische Münzen
- 136 römische Münzen
- 25 westgotische Münzen
- 1 merowingische Münze
- 19 karolingische und spätere Kaisermünzen
- 7 Münzen des Mittelalters und der Neuzeit

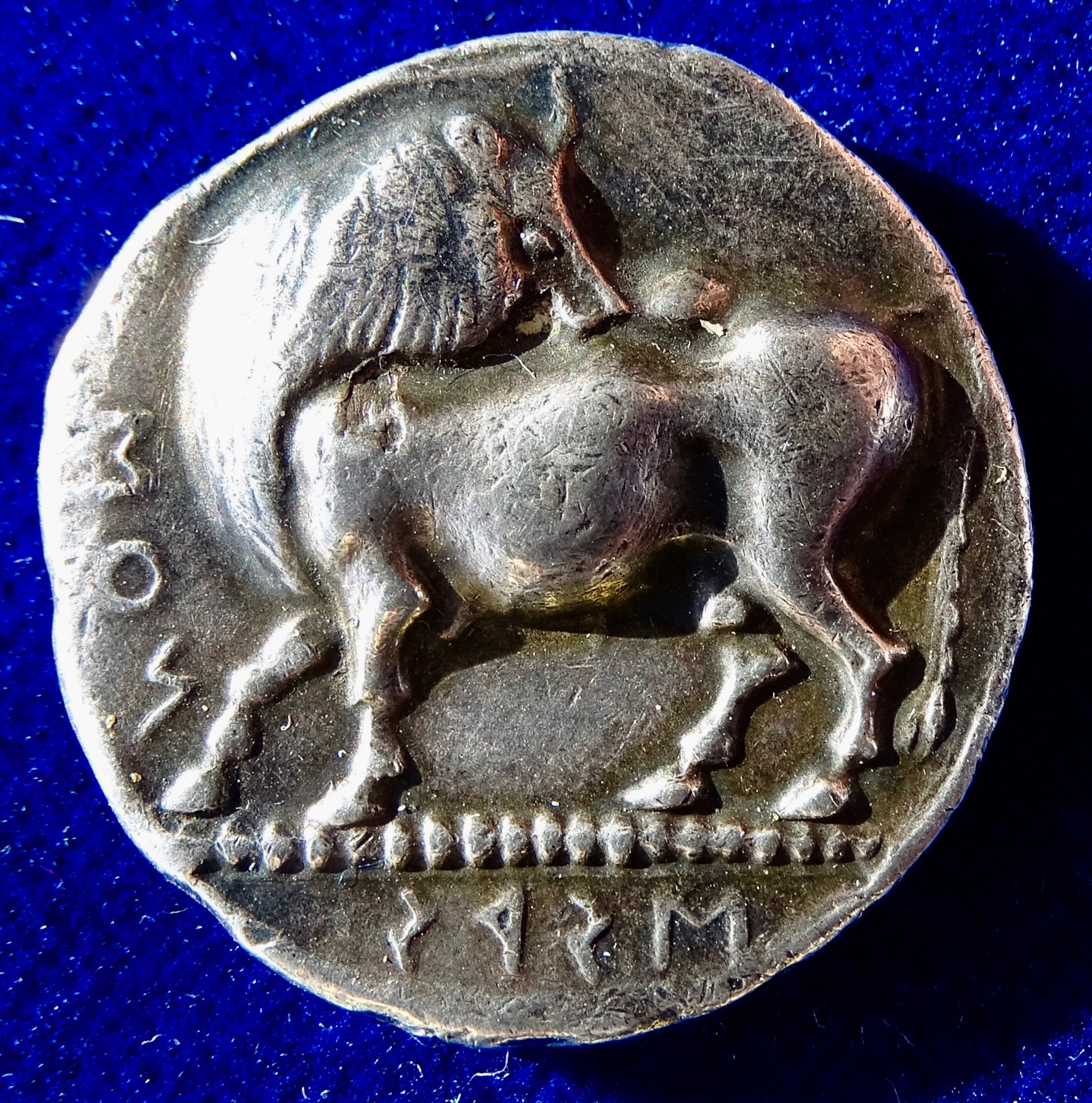
Eine Tetradrachme im spätarchaischen Stil der ionischen Kolonie Siris in Süditalien, von Becker entworfen. Pinder Nr 11. Vorderseite der Silbermünze.

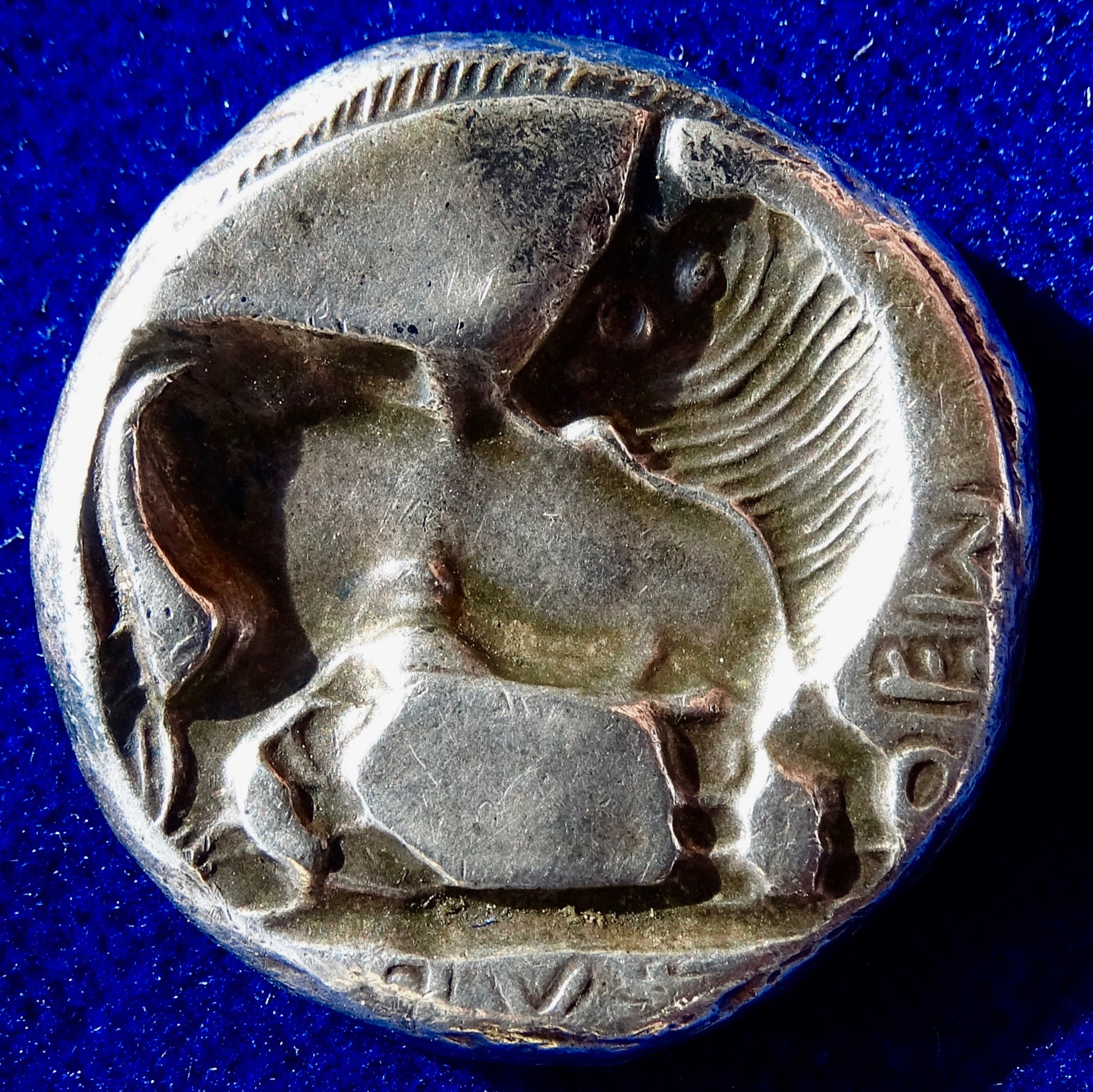
Die Rückseite dieser Münze mit von Becker erzeugten Gebrauchsspuren.

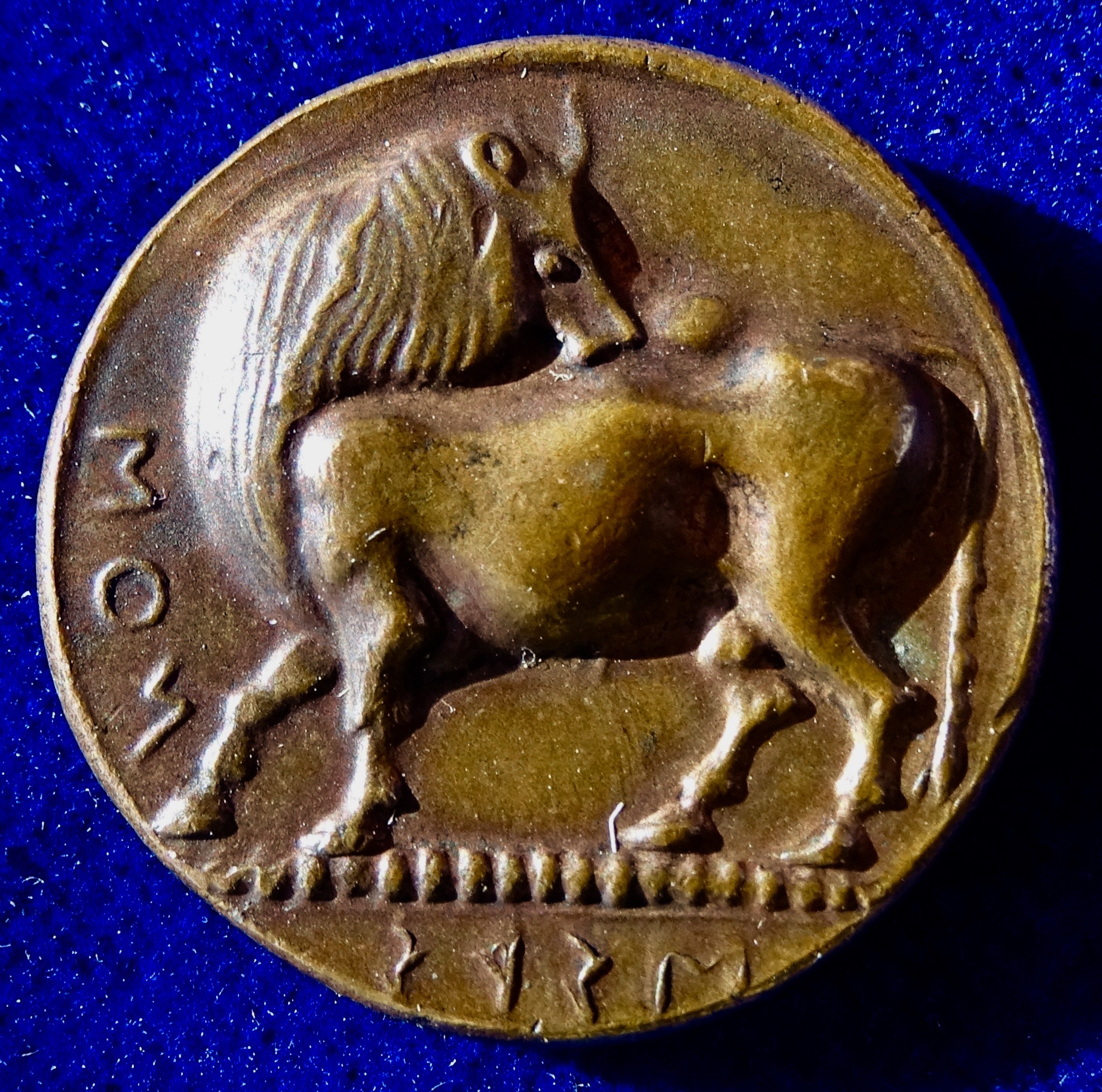
Ein alter Kupferabschlag des im Berliner Münzkabinett befindlichen Prägestempels. Vorderseite.

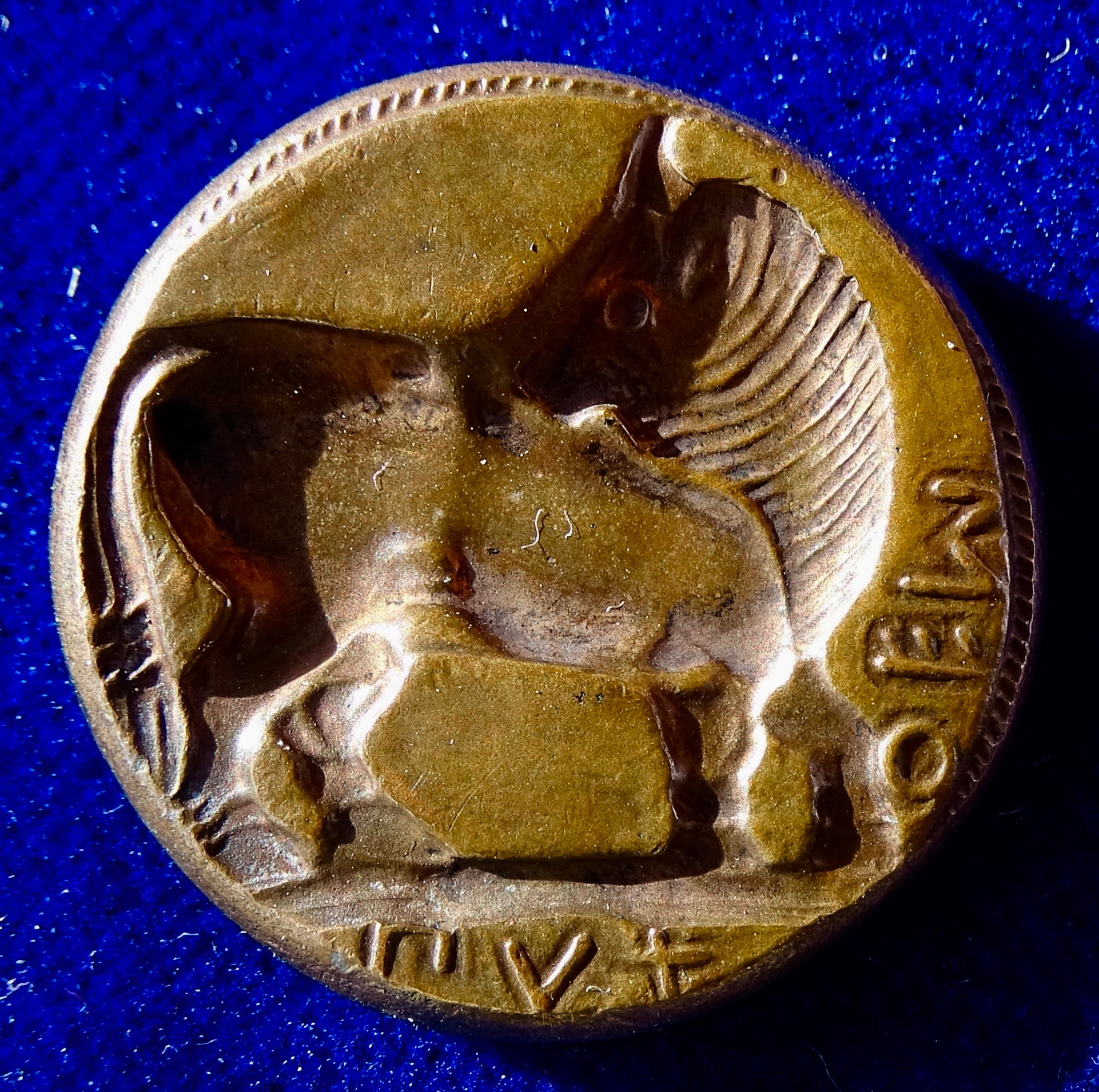
Die Rückseite dieses Cu-Vergleichstückes.

- 9 Notmünzen
- 1 Münze der Grafschaft Isenburg[3]

## Rezension
In der Allgemeinen Deutschen Biographie wurde Karl Wilhelm Becker „eminentes Talent, große Handfertigkeit und eiserner Fleiß“ attestiert, mit dem es ihm gelungen war, eine solche Anzahl hochwertiger Stempel herzustellen. Anton von Steinbüchel (1790–1883) hatte schon 1836 den ersten Katalog für die Fälschungen veröffentlicht. Moritz Pinder (1807–1871) gab 1843 mit Die Beckerschen falschen Münzen auf 72 Seiten das zweite Verzeichnis der Fälschungen heraus.
Heinrich Halke bescheinigte in seinem Handwörterbuch der Münzkunde und ihrer Hilfswissenschaften aus dem Jahr 1909 Becker außerordentliche Fachkenntnis in der Numismatik, die er dazu nutzte, mit allen ihm zur Verfügung stehenden Mitteln möglichst gute Fälschungen zu erstellen.
Fälschungen von Becker werden heute neben originalen Münzen von Numismatikern gehandelt und gesammelt.
Im Haus der Stadtgeschichte in Offenbach befindet sich die größte Sammlung mit insgesamt 550 Beckerschen Prägungen. Der größte Teil davon war dem Museum in den 1920er Jahren von dem Lederhändler Carl Nathan Mayer vermacht worden.